# Missouri (staat)
Missouri is een van de vijftig staten van de Verenigde Staten. De standaardafkorting voor de staat is MO of Mo. De hoofdstad is Jefferson City.

## Geschiedenis
Het gebied dat nu Missouri heet, werd oorspronkelijk bevolkt door Indianenstammen. Daarna was het gebied lang in handen van de Fransen. Zij koloniseerden het en lieten er onder meer slaven in de loodmijnen werken. Gedurende enige decennia aan het einde van de 18e eeuw controleerde Spanje het gebied. Frankrijk verkocht het uiteindelijk in 1803 aan de Verenigde Staten (zie Louisiana Purchase).
Het Missouriterritorium ontstond in 1812. Toen Missouri een zelfstandige staat wilde vormen, leidde het feit dat de omgeving slavernij kende in het Huis van Afgevaardigden en de Senaat tot controverses. Uiteindelijk werd het Missouricompromis gesloten en op 10 augustus 1821 werd Missouri formeel, als 24ste, een staat van de Verenigde Staten. Tijdens de Amerikaanse Burgeroorlog bleven sommige delen van Missouri bij de Unie, terwijl andere zich bij de Confederatie voegden. Maar liefst ongeveer 45 veldslagen in de Amerikaanse Burgeroorlog vonden plaats in Missouri. In 1865 schafte Missouri als eerste slavenstaat de slavernij af.
Het jaar 1904 stond in het teken van de Louisiana Purchase Exposition, een wereldtentoonstelling om te herdenken dat de voormalige Franse koloniën een eeuw lang bij de Unie hoorden. De Expo vond plaats in St. Louis. In dezelfde periode werden in de stad de derde Olympische Spelen van de moderne tijd gehouden.

## Geografie
De staat Missouri beslaat 180.693 km², waarvan 178.590 km² land is. Het behoort tot de Central tijdzone.
Missouri grenst in het noorden aan de staten Iowa en Nebraska, in het westen aan Kansas, in het oosten aan Illinois en Kentucky en in het zuiden aan Oklahoma, Arkansas en Tennessee.
De belangrijkste rivieren zijn de Mississippi, die de gehele oostgrens definieert en de erin uitkomende Missouri.
Het zuiden van Missouri is heuvelachtiger dan het noorden. Het hoogste punt is de top van Taum Sauk Mountain (540 m).

## Demografie en economie
In 2000 telde Missouri 5.595.211 inwoners (31 per km²) waarvan ongeveer 69% van de bevolking in stedelijke gebieden woont. De grootste steden zijn Saint Louis en Kansas City. Net zoals in de meeste staten hebben ook hier de meeste inwoners, 27,4%, een Duitse afkomst. 
Het bruto product van de staat bedroeg in 2001 181 miljard dollar.

## Bestuurlijke indeling
Missouri is onderverdeeld in 114 county's en één onafhankelijke stad.

## Politiek

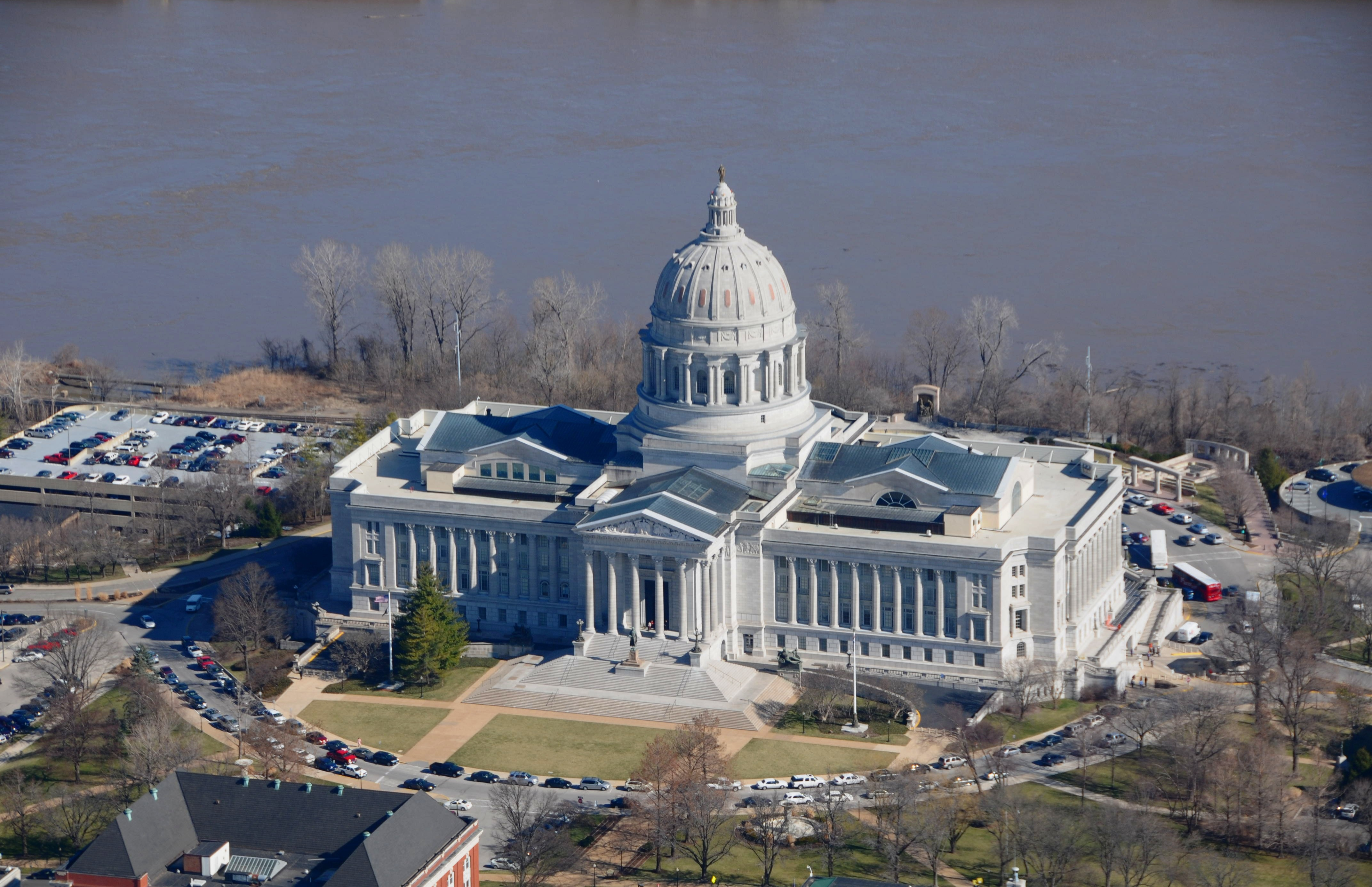
Staatscapitool van Missouri, gelegen aan de Missouririvier in Jefferson City

Aan het hoofd van de uitvoerende macht van Missouri staat een gouverneur, die direct gekozen wordt door de kiesgerechtigden in de staat. De huidige gouverneur is Mike Kehoe van de Republikeinse Partij. Hij werd verkozen bij de gouverneursverkiezingen van 2024 en trad aan op 13 januari 2025.
De wetgevende macht bestaat uit het Huis van Afgevaardigden van Missouri (Missouri House of Representatives) met 163 leden en de Senaat van Missouri (Missouri Senate) met 34 leden.